# Liste des évêques de Maillezais
L'évêché de Maillezais est créé en 1317, et installé dans l'abbaye Saint-Pierre de Maillezais ; le dernier abbé est élu premier évêque de Maillezais. Le siège est transféré à La Rochelle en 1666. Par décision du 9 février 2009, le Vatican a décidé de restaurer le siège épiscopal de Maillezais qui sera attribué in partibus à un évêque auxiliaire ou en poste au Saint-Siège. Ceci n'a pas de conséquence sur le diocèse qui lui n'est pas rétabli.

## Évêques de Maillezais
- 1317-1333 : Geoffroy Pouvreau ;
- 1334-1336 : Pierre de Vivonne ;
- 1336-1341 : Geoffroy de Pons ;
- 1342-1359 : Jean de Marconnay ;
- 1359-1380 : Guy de Faye ;
- 1380-1382 : Jean Rousseau ;
- 1382-1385 : Pierre de Thury ;
- 1385-1419 : Jean Le Masle ;
- 1419-1432 : Guillaume de Lucé ;
- 1432-1455 : Thibault de Lucé ;
- 1455-1475 : Louis Rouault de Gamaches ;
- 1475-1481 : Jean III d'Amboise ;
- 1481-1508 : Frédéric de Saint-Severin (cardinal) ;
- 1511-1517 : Pierre Accolti (cardinal d'Ancone) ;
- 1518 : Philippe de Luxembourg (cardinal) ;
- 1518-1543 : Geoffroi de Madaillan d'Estissac ;
- 1543-1545 : Arnold de Madaillan d'Estissac, neveu du précédent :
- 1545-1560 : Jacques d'Escoubleau de Sourdis ;
- 1563-1568 : Pierre de Pont-Levoy ;
- 1570-1615 : Henri Ier d'Escoubleau de Sourdis ;
- 1623-1629 : Henri II d'Escoubleau de Sourdis ;
- 1630-1646 : Henri de Béthune ;
- 1646-1661 : Jacques Raoul de la Guibourgère, dernier évêque de Maillezais et premier évêque de La Rochelle (le siège est transféré à La Rochelle en 1648).

Voir la liste des évêques de La Rochelle.

## Évêques titulaires de Maillezais
- 2017-2022 : Antoine Hérouard, évêque auxiliaire de Lille
- Depuis 2023 : Jean-Pierre Batut, évêque auxiliaire de Toulouse